# Kostas Karyotakis
Kostas Karyotakis (în grecește: Κώστας Καρυωτάκης, n. 30 octombrie 1896, Tripoli, Grecia; d. 20 iulie 1928, Preveza, Grecia) a fost unul dintre cei mai reprezentativi poeți ai Greciei anilor 1920. Poezia lui e influențată de simbolism, expresionism și uneori suprarealism. S-a sinucis în 1928, având o boală incurabilă, o iubire nefericită pentru poieta Maria Polydouri și fiind apăsat de slujba sa de funcționar.  Opera sa a rămas de mare răsunet în poezia greacă, făcând legătura între generația lui Kavafis și poezia modernă.  
Karzotakis a fost și un strălucit traducător, din germană și franceză.
Poetul a fost tradus în limba română de către Grete Tartler și Elena Lazăr, la editura Omonia, 201, într-o ediție bilingvă ( Kostas Karyotakis, Poeme și Proze, cu un studiu introductiv de Grete Tartler, Omonia, 2018).. 
Iata poemul Preveza, considerat emblematic pentru ironia sa tragică, scris cu câteva luni înainte de a se sinucide în orașul Preveza:, unde fusese detașat ca funcționar: 
Preveza
Moartea  e-n corbii ce se izbesc/  de negrele ziduri și țigle când crapă,/ moartea:  femeile ce se iubesc/ așa cum se lasă curățată o  ceapă./ Moartea : străzile fără importanță, murdare,/ cu nume ilustre ce fălos vor să-l poarte,/ sau crângul măslinilor, împrejurul mării și chiar e/ soarele însuși, între alte morți - moarte./ Moartea: polițist ce taie așa ca să/ cântărească și „lipsa” de la cântar/  moartea e zambila de pe vechea terasă/  și dascălul care trece cu un ziar./ Baza. Fortul. Preveza Celor Șaizeci./  Duminică vom asculta fanfara, tamtam./ Am scos de la bancă foaia: treizeci/ prima depunere-n drahme aveam./ Trecând cu încetul pe chei, cu-ntrebarea:/  „Oare exist?” și apoi: ”Nu exiști!” îți spui drept./ .Vaporul se-apropie. Steagul său, fluturarea./ Poate-o să vină chiar Domnul Prefect./  Dacă-ntre toți aceștia  ar fi/ măcar unul să-l vezi de scârbă că moare…/  Tăcuți, triști, smeriți, noi  ceilalți de-aci/ Ne vom distra foarte bine la-nmormântare.     (Traducere de Grete Tartler și Elena Lazăr)